# Рашин (Любуське воєводство)
Рашин (пол. Raszyn, нім. Räschen) — село в Польщі, у гміні Любсько Жарського повіту Любуського воєводства.
Населення — 204 особи (2011).
У 1975-1998 роках село належало до Зеленогурського воєводства.

## Демографія
Демографічна структура станом на 31 березня 2011 року:
|          | Загалом | Допрацездатний вік | Працездатний вік | Постпрацездатний вік |
| -------- | ------- | ------------------ | ---------------- | -------------------- |
| Чоловіки | 98      | 18                 | 67               | 13                   |
| Жінки    | 106     | 20                 | 62               | 24                   |
| Разом    | 204     | 38                 | 129              | 37                   |